# Протеза
Протезата е термин, използван в медицината. Означава изкуствена функционалноподобна човешка част, която замества лисваща или отстранена от тялото такава поради заболяване.

## Предназначение
С помощта на механични устройства, свързани с човешките мускули и скелет и управлявани от нервната система на човека, протезите заменят липсващите части от тялото и подпомагат човека да изпълнява моторни функции, необходими за съществуването му. Така загубата от травма, тежко нараняване или заболяване се преодолява и човешкият индивид се социализира по-лесно и е възможно да изпълнява определени трудови дейности. Протези се поставят и на индивиди, които по рождение нямат част от тялото или е необходимо да се допълни някаква част, за да функционира по-добре.

## Видове протези
Протезите са многообразни в зависимост от мястото на поставяне и степента на увреждане на човешкото тяло.

## Протези извън тялото
Това са протези, заместващи крайници, което е обект на ортопедията. Протезите се конструират в зависимост от травмата и заместват целия крайник или част от него. Сложната кинематична функция на ръката и крака се възпроизвежда трудно, даже и със съвременни средства от механиката и електрониката с микропроцесорно управление. Но вече се произвеждат протези, макар и скъпи, имитиращи добре липсващия крайник.

### Използвани материали
За изработването на такива протези се използват дърво, метал, кожа, латекс, PVC.

## Протези в тъканта на човешкото тяло
Това са протези, които са поставени като тъкан в човешкото тяло и са обградени с друга тъкан. Наричат се още отворени протези. За крайниците характерни примери са протезите в колянната и тазобедрената става, поставени чрез хирургическа операция.

### Зъбни протези
Поставят се в устната кухина. Заместват липсващи зъби и са обект на лечение от денталната медицина. Най-простата протеза е неподвижното протезиране с зъбна коронка. По-сложни са зъбните мостове, които се фиксирани частични протези и подвижните частични или пълни протези на горна и долна челюсти. Съвременно направление е и поставянето на имплант на мястото на изваден зъб.

### Използвани материали
За протезиране се използват зъболекарско злато, метал, металокерамика и специализирани материали за протезиране, биологично поносими от човешкия организъм.

### Протези в сърцето
Поставянето на сърдечна клапа или други изкуствени средства за нормално кръвообращение почива на принципа на отворената протеза, т.е. функционира в човешкото тяло съвместно с другите мускули и органи.

### Протези поставяни с козметична цел
Отворени протези са и тези, които заместват орган или част от него, без да изпълняват неговите функции. Такива са протезите, имитиращи око, ушна мида или нос, поставяни в човешкия череп. Пластичната хирургия също използва импланти за постигане на определени нови форми на тялото.

## Известни личности с протези
С ампутирани крайници и протези са воювали:
- Алексей Маресиев - летец, Герой на Съветския съюз;
- Ханс Улрих Рудел - летец от Вермахта на Германия.
- Дъглас Бадер - ас пилот от английските Кралски военновъздушни сили по времето на Втората световна война.

## В културата
- В сериала „Време за приключения“, в епизодите „Лич“, „Фин Човекът“ и „Джейк Кучето“ Фин от Фермен свят носи дясна изкуствена ръка, която може да се заменя с острие. В епизодите „Пухой“ и „Подземният влак“ старият Фин носи синя изкуствена ръка. В епизода „Сводът“ Шоко работи само с лявата си ръка, а след това Ментовият иконом подарява механичната ръка за нея.